# Bakłanicha (rejon kiczmiengsko-gorodiecki)
Bakłanicha (ros. Бакланиха) – wieś w Rosji, w rejonie kiczmiengsko-gorodieckim obwodu wołogodzkiego. W 2002 r. liczyła 2 mieszkańców, a w 2010 r. była niezamieszkana.